# 15106 Swanson
A 15106 Swanson (ideiglenes jelöléssel 2000 CA45) a Naprendszer kisbolygóövében található aszteroida. A LINEAR projekt keretében fedezték fel 2000. február 2-án.